# Atletica leggera ai XVIII Giochi del Mediterraneo - Staffetta 4×100 metri maschile
La staffetta 4×100 metri maschile ai XVIII Giochi del Mediterraneo si è svolta il 30 giugno 2018 presso l'Estadio de Atletismo de Campclar di Tarragona.

## Calendario
| Data      | Ora   | Turno  |
| --------- | ----- | ------ |
| 30 giugno | 20:40 | Finale |

## Risultati

### Finale
| Class.  | Corsia | Nazione    | Atleti                                                                                | Tempo | Note              |
| ------- | ------ | ---------- | ------------------------------------------------------------------------------------- | ----- | ----------------- |
| Oro     | 5      | Italia     | Federico Cattaneo, Fausto Desalu, Davide Manenti, Filippo Tortu                       | 38.49 | Record dei Giochi |
| Argento | 7      | Turchia    | Emre Zafer Barnes, Jak Ali Harvey, Yiğitcan Hekimoğlu, Ramil Guliyev                  | 38.50 |                   |
| Bronzo  | 3      | Portogallo | José Pedro Lopes, Diogo Antunes, Ancuiam Lopes, Rafael Jorge                          | 39.28 |                   |
| 4       | 4      | Spagna     | Javier Troyano, Ángel David Rodríguez, Daniel Rodríguez, Arián Téllez                 | 39.52 |                   |
| 5       | 6      | Grecia     | Efthymios Stergioulis, Ioannis Nyfantopoulos, Panagiotis Trivyzas, Konstantinos Zikos | 39.72 |                   |